# Test médical au chevet du patient

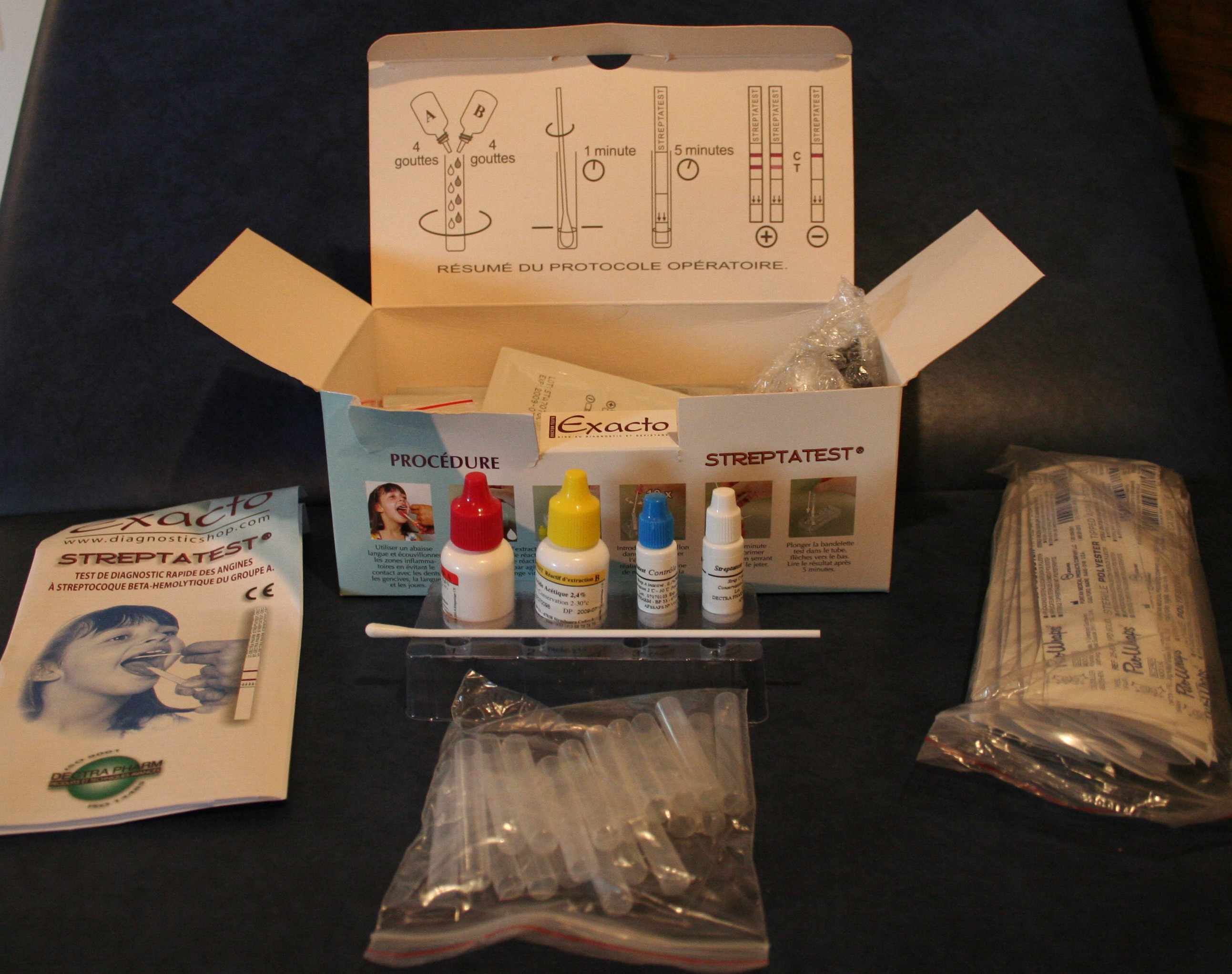
Les tests de diagnostic rapide sont un exemple de POCT.

Les tests médicaux au chevet du patient plus connus sous l'expression anglaise Point-of-care tests (abrégé en POCT), également appelés analyses hors laboratoire ou analyses délocalisée sont des tests de diagnostic médical  réalisés directement au moment et au lieu des soins du patient,. Cette organisation contraste avec le modèle historique dans lequel les tests sont entièrement ou principalement effectués en laboratoire médical via des échantillons prélevés au point de soins et dont les résultats ne parviennent au patient que des heures ou des jours plus tard (période pendant laquelle les soins doivent se poursuivre sans l'information de diagnostic).